# Selah (Band)
Selah ist eine US-amerikanische christliche Musikgruppe.

## Geschichte
Selah wurde 1997 von den Geschwistern Nicol und Todd Smith sowie Allan Hall gegründet. Die Geschwister wuchsen in Afrika auf, woher sie unter anderem musikalische Einflüsse für das Debütalbum Be Still My Soul nahmen, das im Mai 1999 bei Curb Records veröffentlicht wurde. Hierfür wurde die Band im folgenden Jahr mit einem Dove Award ausgezeichnet. Für ihr zweites Album wurde die Band erneut ausgezeichnet. Der größte Erfolg gelang Selah mit dem vierten Studioalbum Hiding Place aus dem Jahr 2004, das sich über 20 Wochen lang in den Billboard 200 hielt und mit einer Goldenen Schallplatte ausgezeichnet wurde. Auf dem Album ist unter anderem eine Version des Lieds You Raise Me Up enthalten, die in den Billboard Hot Christian Songs erfolgreich war. Nicol Smith stieg im selben Jahr aus der Band aus, Melodie Crittenden wurde ein neues Mitglied der Band, bereits ein Jahr später nahm Amy Perry deren Platz ein. Mit dem sechsten Studioalbum Bless the Broken Road: The Duets Album erreichte die Band erstmals die Spitze der Billboard Top Christian Albums. Für das Album Hope of the Broken World erhielt die Band erneut zwei Dove Awards. Ihr letztes Album bei Curb Records war Unbreakable, das 2017 veröffentlicht wurde. Das Album Firm Foundation erschien 2019 bei Integrity Music und konnte nicht an frühere Erfolge der Band anschließen. Das Trio gründete danach mit 3Cre8tive ein eigenes Musiklabel und veröffentlichte 2020 das Album Step into My Story.
Insgesamt verkaufte Selah bis heute über vier Millionen Tonträger und wurde mit acht Dove Awards ausgezeichnet.

## Diskografie

### Studioalben
| Jahr | Titel                                  | Höchstplatzierung, Gesamtwochen, AuszeichnungChartplatzierungen (Jahr, Titel, Platzierungen, Wochen, Auszeichnungen, Anmerkungen) | Höchstplatzierung, Gesamtwochen, AuszeichnungChartplatzierungen (Jahr, Titel, Platzierungen, Wochen, Auszeichnungen, Anmerkungen) | Anmerkungen                                               |
| Jahr | Titel                                  | US | Christ | Anmerkungen                                               |
| ---- | -------------------------------------- | --- | --- | --------------------------------------------------------- |
| 1999 | Be Still My Soul                       | — | Christ24 (2 Wo.)Christ | Erstveröffentlichung: 18. Mai 1999                        |
| 2001 | Press On                               | — | Christ23 (18 Wo.)Christ | Erstveröffentlichung: 12. Juni 2001                       |
| 2002 | Rose of Bethlehem                      | — | Christ16 (9 Wo.)Christ | Erstveröffentlichung: 15. Oktober 2002                    |
| 2004 | Hiding Place                           | US61 Gold · (21 Wo.)US | Christ2 (69 Wo.)Christ | Erstveröffentlichung: 25. Mai 2004 Verkäufe: + 500.000    |
| 2005 | Greatest Hymns                         | US117 Gold · (5 Wo.)US | Christ3 (52 Wo.)Christ | Erstveröffentlichung: 23. August 2005 Verkäufe: + 500.000 |
| 2006 | Bless the Broken Road: The Duets Album | US43 (7 Wo.)US | Christ1 (44 Wo.)Christ | Erstveröffentlichung: 8. August 2006                      |
| 2009 | You Deliver Me                         | US66 (7 Wo.)US | Christ4 (43 Wo.)Christ | Erstveröffentlichung: 25. August 2009                     |
| 2011 | Hope of the Broken World               | US87 (2 Wo.)US | Christ4 (28 Wo.)Christ | Erstveröffentlichung: 23. August 2011                     |
| 2014 | You Amaze Us                           | US59 (2 Wo.)US | Christ3 (22 Wo.)Christ | Erstveröffentlichung: 19. August 2014                     |
| 2017 | Unbreakable                            | US132 (1 Wo.)US | Christ5 (2 Wo.)Christ | Erstveröffentlichung: 24. März 2017                       |
| 2019 | Firm Foundation                        | — | Christ49 (1 Wo.)Christ | Erstveröffentlichung: 1. November 2019                    |
| 2020 | Step into My Story                     | — | — | Erstveröffentlichung: 6. November 2020                    |

### Kompilationen
| Jahr | Titel                  | Höchstplatzierung, Gesamtwochen, AuszeichnungChartsChartplatzierungen (Jahr, Titel, Platzierungen, Wochen, Auszeichnungen, Anmerkungen) | Anmerkungen                           |
| Jahr | Titel                  | Christ | Anmerkungen                           |
| ---- | ---------------------- | --- | ------------------------------------- |
| 2016 | Greatest Hymns, Vol. 2 | Christ8 (5 Wo.)Christ | Erstveröffentlichung: 26. August 2016 |

Weitere Kompilationen
- 2007: Timeless: The Selah Collection
- 2018: You Raise Me Up: Greatest Hits

### Singles
| Jahr | Titel Album                                                  | Höchstplatzierung, Gesamtwochen, AuszeichnungChartsChartplatzierungen (Jahr, Titel, Album, Platzierungen, Wochen, Auszeichnungen, Anmerkungen) | Anmerkungen |
| Jahr | Titel Album                                                  | Christ | Anmerkungen |
| ---- | ------------------------------------------------------------ | --- | ----------- |
| 2004 | You Raise Me Up Hiding Place                                 | Christ2 (31 Wo.)Christ |             |
| 2005 | All My Praise Hiding Place                                   | Christ22 (26 Wo.)Christ |             |
| 2006 | Bless the Broken Road Bless the Broken Road: The Duets Album | Christ5 (28 Wo.)Christ |             |
| 2006 | Mary Sweet Mary Bless the Broken Road: The Duets Album       | Christ26 (1 Wo.)Christ | mit Plumb   |
| 2009 | Hosanna You Deliver Me                                       | Christ30 (20 Wo.)Christ |             |
| 2010 | Unredeemed You Deliver Me                                    | Christ38 (7 Wo.)Christ |             |
| 2010 | You Deliver Me                                               | Christ46 (6 Wo.)Christ |             |
| 2011 | Were You There Press On                                      | Christ45 (2 Wo.)Christ |             |
| 2012 | I Turn to You Hope of the Broken World                       | Christ16 (27 Wo.)Christ |             |
| 2013 | It Must Be You (Moses) –                                     | Christ36 (16 Wo.)Christ |             |
| 2014 | You Amaze Us                                                 | Christ28 (20 Wo.)Christ |             |
| 2017 | I Got Saved Unbreakable                                      | Christ34 (4 Wo.)Christ |             |